# Banda larga sem fio

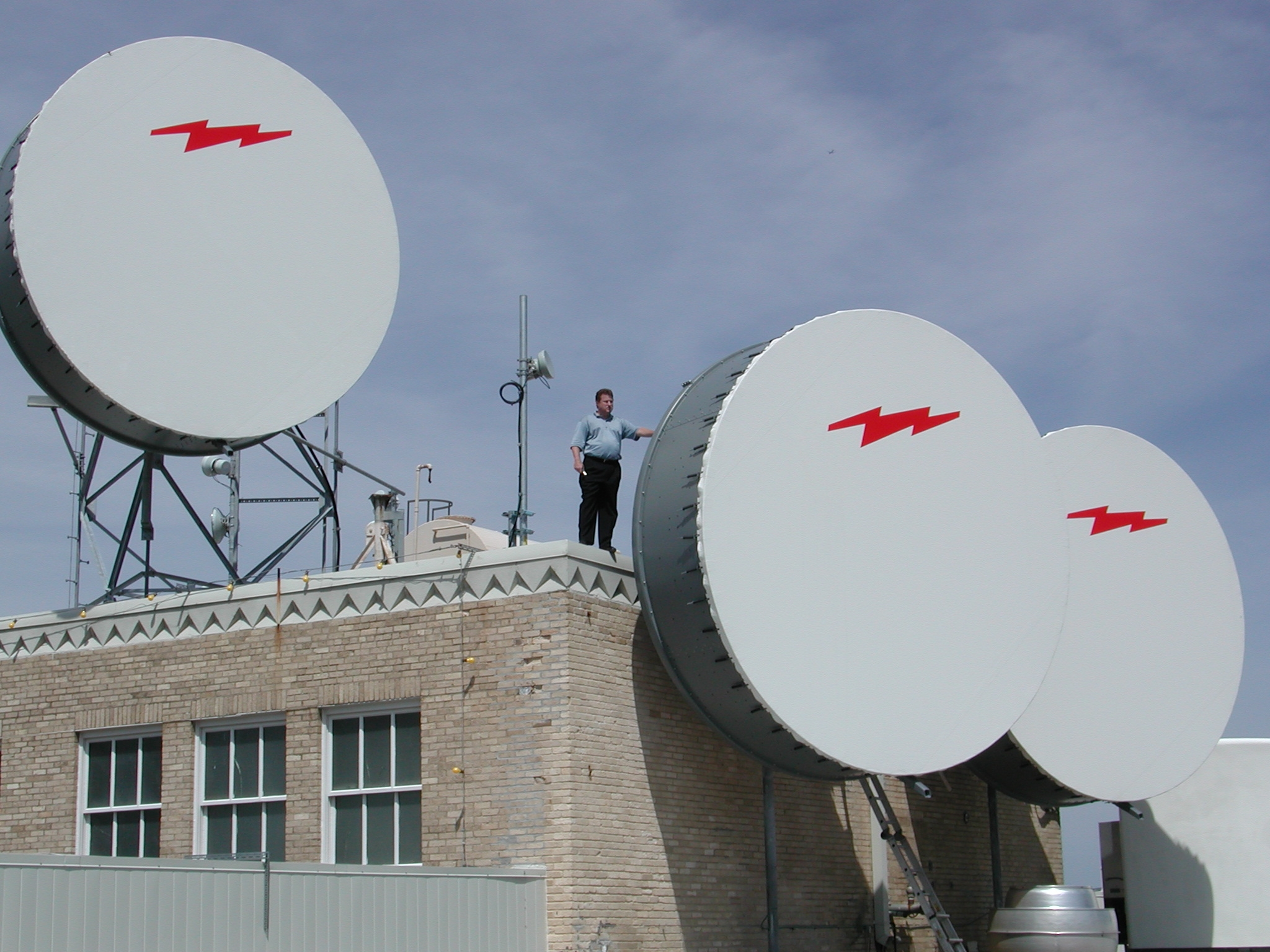
Três antenas parabólicas fixas sem fio com capas protetoras no topo da 307 W. 7th Street, Fort Worth, Texas, por volta de 2001.

A banda larga sem fio é uma tecnologia de telecomunicações que fornece acesso à Internet sem fio de alta velocidade ou acesso a redes de computadores em uma área ampla. O termo engloba tanto a banda larga fixa quanto a móvel.

## O termo "banda larga"
Originalmente, a palavra “banda larga” tinha um significado técnico, mas tornou-se um termo de marketing para qualquer tipo de rede de computadores de velocidade relativamente alta ou tecnologia de acesso à Internet. De acordo com o padrão 802.16-2004, banda larga significa “ter larguras de banda instantâneas superiores a 1 MHz e suportar bit rates superiores a cerca de 1,5 Mbit/s.” A Comissão Federal de Comunicações (FCC) recentemente redefiniu a palavra para significar velocidades de download de pelo menos 25 Mbit/s e velocidades de upload de pelo menos 3 Mbit/s.

## Tecnologia e velocidade

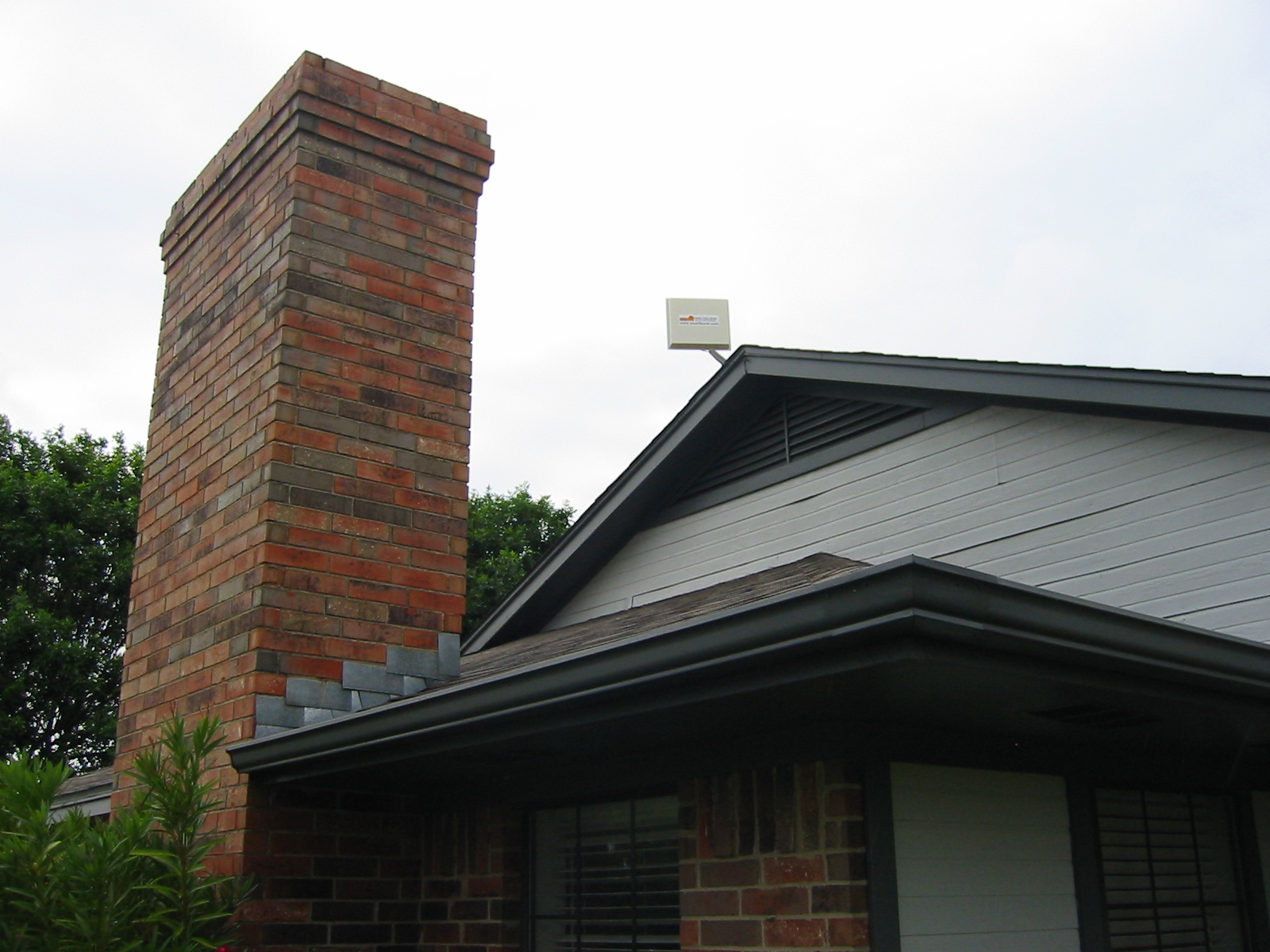
Um CPE (Customer Premises Equipment, equipamento nas instalações do cliente) WISP típico instalado em uma residência

Uma rede de banda larga sem fio é uma rede sem fio fixa e/ou móvel externa que fornece links sem fio terrestres ponto a multiponto ou ponto a ponto para serviços de banda larga.
As redes sem fio podem apresentar bit rates superiores a 1 Gbit/s. Muitas redes sem fio fixas são exclusivamente half-duplex (HDX); no entanto, alguns sistemas licenciados e não licenciados também podem operar em full-duplex (FDX), permitindo a comunicação em ambas as direções simultaneamente.
As redes de banda larga sem fio fixas externas geralmente usam um protocolo baseado em TDMA prioritário para dividir a comunicação em intervalos de tempo. Essa técnica elimina muitos dos problemas comuns ao protocolo Wi-Fi 802.11 em redes externas, como o problema do nó oculto [en].
Poucos provedores de serviços de Internet via rádio oferecem velocidades de download superiores a 100 Mbit/s; estima-se que a maioria dos serviços de acesso sem fio de banda larga tenha um alcance de 50 km a partir de uma torre. As tecnologias usadas incluem o Serviço de Distribuição Multiponto Local (LMDS) e o Serviço de Distribuição Multiponto Multicanal (MMDS), bem como o uso intenso das bandas de rádio industriais, científicas e médicas e uma tecnologia de acesso específica foi padronizada pelo IEEE 802.16, com produtos conhecidos como WiMAX.
O WiMAX é muito popular na Europa, mas não foi totalmente aceito nos Estados Unidos devido ao custo de implantação. Em 2005, a Comissão Federal de Comunicações adotou um Relatório e Ordem que revisou as regras da FCC para abrir a banda de 3650 MHz para operações terrestres de banda larga sem fio.
Outro sistema popular entre os provedores de serviços de Internet a cabo usa links sem fio ponto a multiponto que estendem a rede com fio existente usando uma conexão de rádio transparente. Isso permite que os mesmos modems DOCSIS sejam usados para clientes com e sem fio.

## Desenvolvimento da banda larga sem fio nos Estados Unidos
Em 14 de novembro de 2007, a Comissão divulgou o Aviso Público DA 07-4605, no qual o Escritório de Telecomunicações Sem Fio anunciou a data de início do processo de licenciamento e registro para a banda de 3650-3700 MHz. Em 2010, a FCC adotou as TV White Space Rules (TVWS) e permitiu que parte da melhor frequência sem linha de visão (700 MHz) fosse incluída nas regras da Parte 15 da FCC. A Associação de Provedores de Serviços de Internet Sem Fio, uma associação nacional de WISPs, fez uma petição à FCC e venceu.
Inicialmente, os WISPs eram encontrados apenas em áreas rurais não cobertas por cabo ou DSL. Esses primeiros WISPs empregavam uma portadora T de alta capacidade, como uma conexão T1 ou DS3, e depois transmitiam o sinal de uma grande elevação, como no topo de um castelo d'água. Para receber esse tipo de conexão com a Internet, os consumidores montam uma pequena antena parabólica no telhado de sua casa ou escritório e a apontam para o transmissor. Normalmente, a linha de visada é necessária para WISPs que operam nas bandas de 2,4 e 5 GHz, com 900 MHz oferecendo melhor desempenho NLOS (sem linha de visada).

### Internet residencial sem fio
Os provedores de serviços de banda larga sem fio fixa normalmente fornecem equipamentos aos clientes e instalam uma pequena antena ou prato em algum lugar do telhado. Esse equipamento geralmente é implantado como um serviço e mantido pela empresa que o fornece. Os serviços sem fio fixos tornaram-se particularmente populares em muitas áreas rurais onde não há disponibilidade de serviços de Internet a cabo, DSL ou outros serviços domésticos típicos.

### Internet empresarial sem fio
Muitas empresas nos EUA e em todo o mundo começaram a usar alternativas sem fio aos provedores locais e estabelecidos para serviços de Internet e voz. Esses provedores tendem a oferecer serviços e opções competitivos em áreas onde há dificuldade em obter conexões Ethernet acessíveis de provedores terrestres, como ATT, Comcast, Verizon e outros. Além disso, as empresas que buscam diversidade total entre operadoras para atender a requisitos críticos de tempo de atividade podem buscar alternativas sem fio às opções locais.

### Demanda por espectro de rádio
Para lidar com o aumento da demanda por banda larga sem fio, seria necessário aumentar o espectro de rádio. Os estudos começaram em 2009 e, embora houvesse algum espectro não utilizado disponível, parecia que as emissoras teriam que abrir mão de pelo menos algum espectro. Isso levou a fortes objeções da comunidade de radiodifusão. Em 2013, os leilões foram planejados e, por enquanto, qualquer ação das emissoras é voluntária.

## Banda larga móvel sem fio
Nos Estados Unidos, as tecnologias de banda larga móvel incluem serviços de provedores como Verizon Wireless, AT&T Mobility e T-Mobile, que permitem uma versão mais móvel do acesso à Internet. Os consumidores podem comprar uma placa de PC, uma placa de laptop, um dispositivo USB ou um modem de banda larga móvel para conectar seu PC ou laptop à Internet por meio de torres de telefonia móvel. Esse tipo de conexão seria estável em quase todas as áreas que também pudessem receber uma conexão forte de telefonia móvel. Essas conexões podem custar mais caro por sua conveniência portátil, além de terem limitações de velocidade em todos os ambientes, exceto nos urbanos.
Em 2 de junho de 2010, após meses de discussão, a AT&T tornou-se o primeiro provedor de Internet sem fio nos EUA a anunciar planos de cobrança de acordo com o uso. Como o único serviço de iPhone nos Estados Unidos na época, a AT&T enfrentou o problema do uso intenso da Internet mais do que outros provedores. Cerca de 3% dos clientes de smartphones da AT&T são responsáveis por 40% do uso da tecnologia. 98% dos clientes da empresa usam menos de 2 gigabytes (4.000 visualizações de página, 10.000 e-mails ou 200 minutos de streaming de vídeo), o limite do plano mensal de US$ 25, e 65% usam menos de 200 megabytes, o limite do plano de US$ 15. Para cada gigabyte que exceder o limite, os clientes serão cobrados em US$ 10 por mês a partir de 7 de junho de 2010, embora os clientes existentes não precisem mudar do plano de serviço ilimitado de US$ 30 por mês. O novo plano se tornaria um requisito para aqueles que fizerem o upgrade para a nova tecnologia do iPhone no final do verão."

## Licenciamento
Uma conexão sem fio pode ser licenciada ou não licenciada. Nos EUA, as conexões licenciadas usam um espectro eletromagnético privado para o qual o usuário obteve direitos da Comissão Federal de Comunicações (FCC). A banda larga móvel sem fio não licenciada, nos EUA, opera no CBRS, que tem três níveis. Camada 1 - Acesso de Incumbente, reservado para o governo federal dos EUA; Camada 2 - Acesso Prioritário, um acesso pago com prioridade no espectro; Camada 3 - Acesso Geral Autorizado, um espectro compartilhado. Em outros países, o espectro é licenciado pela autoridade nacional de radiocomunicação do país (como a ACMA na Austrália ou a NCC na Nigéria). O licenciamento costuma ser caro e geralmente reservado para grandes empresas que desejam garantir acesso privado ao espectro para uso em comunicação ponto a ponto. Por esse motivo, a maioria dos ISPs sem fio usa espectro não licenciado que é compartilhado publicamente.